# Jan Rinck
Jan Rinck (* 31. Oktober 1976) ist ein ehemaliger deutscher Basketballspieler.

## Laufbahn
Rinck spielte in der Jugend des SC Rist Wedel und 1996/97 für den Verein in der 2. Basketball-Bundesliga. 1997 wechselte der 2,04 Meter große Innenspieler zum BC Oldenburg/Westerstede. Mit der später wieder Oldenburger TB genannten Mannschaft gelang ihm 2000 der Aufstieg in die Basketball-Bundesliga.
Hernach schloss sich Rinck zur Saison 2000/01 der BG Göttingen an. In der Saison 2002/03, in der er mit Alexander Frisch unter den Körben eines der besten Gespanne der Liga bildete, erzielte Rinck als bester Korbschütze der „Veilchen“ 18,2 Punkte je Begegnung, seine 7,2 Rebounds pro Spiel waren der zweithöchste Wert innerhalb der Mannschaft.
Ab 2003 spielte er für die Bremen Roosters ebenfalls in der 2. Bundesliga, kam 2003/04 auf 15,2 Punkte je Begegnung. 2005 zog sich Rinck mit seinem Wechsel zum VfL Stade in die 2. Regionalliga zurück. Im November 2007 beendete er wegen Achillessehnenbeschwerden seine Leistungssportlaufbahn.